# Phyllonoma
Phyllonoma, maleni biljni rod iz iz Srednje i Južne Amerike, od Meksika do Perua. Sastoji se od četiri ili pet vrsta koje čine samostalnu porodicu Phyllonomaceae.

## Vrste
1. Phyllonoma cacuminis Standl. & Steyerm.
2. Phyllonoma laticuspis Engl., Meksiko, Gvatemala, Honduras, Kostarika
3. Phyllonoma ruscifolia Willd. ex Schult., Kolumbija, Gvatemala, Kostarika, Peru, Panama, Bolivija, ?Ekvador
4. Phyllonoma tenuidens Pittier, Panama, Kostarika
5. Phyllonoma weberbaueri Engl., Peru, Bolivija